# Ingrid Wagner-Andersson
Ingrid Wagner-Andersson (* 23. November 1905 in Allenstein, Ermland; † 10. Juli 1970 in Hochstetten bei Kirn) war eine deutsche Malerin und Zeichnerin.

## Leben
Der Schwede Ernest Andersson heiratete 1902 die Ermländerin Hedwig Herrmann aus Gründorf, Kreis Rößel. 1905 verpachteten sie das Familiengut in Ljungbyhed in Skåne län und siedelten im Herbst nach Allenstein in die Hohensteiner Straße um, wo die Tochter Ingrid Andersson am 23. November geboren wurde. Sie besuchte die örtliche Luisenschule und nahm gleichzeitig privaten Zeichen- und Malunterricht bei der Künstlerin Frieda Strohmberg sowie dem Zeichenlehrer und Kunstmaler Heinz-Bruno Nern.
Nach dem Abitur im Allensteiner Oberlyzeum begann sie 1931 das Kunststudium an der Kunstakademie Königsberg. 1932 ging sie zu einem Werklehrerseminar nach Berlin mit dem Ziel, Zeichenlehrerin zu werden. Sie kam 1933 nach Königsberg zurück und setzte ihr Studium, und zwar Landschaftsmalerei beim Alfred Partikel und Kunstmalerei beim Fritz Burmann, fort.
Ab 1934 stellte sie ihre Kunstwerke in Berlin, Hamburg, Düsseldorf, Wiesbaden und Mannheim aus. 1940 heiratete sie den Lehrer Franz Wagner, verließ die Kunstakademie Königsberg und zog 1942 auf den Hunsrück um, wo sie ab 1949, über 20 Jahre, bis zum Lebensende in Hochstetten an der Nahe lebte. Im Jahr 1949 ließ sich ihre ältere Schwester Hedwig Bienkowski-Andersson mit Ehemann in Hochstetten nieder.
Nach Kriegsende war sie 1947 einer der Gründungsmitglieder der Arbeitsgemeinschaft bildender Künstler am Mittelrhein e. V. (AKM), die der Kunstwissenschaftler Ludwig Thormaehlen leitete.  Ihre Studienreisen führten sie nach Schweden, Norwegen, Österreich, Tirol, Jugoslawien, Italien und auf Sylt.
Im März 1961 wurde sie Mitbegründerin der Künstlergruppe Nahe e. V., die in Bad Kreuznach und in der Region Ausstellungen durchführte. Ihre Kunstwerke sind heute in einigen Museen zu finden, so in der Kunsthalle Mannheim, im Kunstforum Ostdeutsche Galerie in Regensburg, im Ostpreußischen Landesmuseum in Lüneburg und in der Römerhalle in Bad Kreuznach. Das Sozialministerium Nordrhein-Westfalen erwarb 29 ihrer Bilder.

## Kunstwerke
- Das Mädchen mit dem schwarzen Tuch (1934)
- Ermländisches Dorf, Aquarell
- Groß Bertung – Kirchdorf im Kreis Allenstein, Aquarell
- Herta-Insel, Aquarell
- Am Paupelsee, Aquarell
- Paupelsee im Winter, Aquarell
- Dünenlandschaft bei Nidden, Aquarell (1940)
- Nidden, Aquarell (1940)
- Brombeerranken, Ölbild (1968)
- Roter Mohn, Aquarell
- Sonnenblumen
- Anemonen
- Herbstliche Landschaft in Ostpreußen
- Das Elternhaus in der Hohensteiner Straße 42 im Winter, Zeichnung
- Feldblumenstrauß

## Ausstellungen
- 1936: „Haus Allenstein“ im Olympischen Dorf in Berlin
- 1938: Kulturwoche in Tilsit
- 1938:  Gemeinschaftswerk Deutscher Bildenden Künstler in Bad Kreuznach
- 1938: Deutsche Zeichenkunst der Gegenwart beim Anhalter Kunstverein in Dessau
- 1937: „Ostpreußenkunst“ in der Hamburger Kunsthalle
- 1942: Kunsthalle Mannheim
- 1948: Studienreise und Ausstellungen in Schweden
- seit 1948 jährlich: „Form und Farbe“ im Koblenzer Schloss
- 1959: Landesausstellung für bildende Kunst im Landtag Mainz
- 1959: 700-Jahrfeier der Stadt Kirchberg (Hunsrück)